# Зденко Улепич
Зденко Улепич (Љубљана, 5. јун 1906 — Београд, 8. март 1988) био је учесник Априлског рата, Народноослободилачке борбе и генерал-пуковник авијације-пилот ЈНА. Од 1946. до 1965. године обављао је дужност команданта Ратног ваздухопловства и противваздушне одбране СФРЈ.

## Биографија
Рођен је 5. јуна 1906. године у Љубљани. Основну школу и Гимназију је завршио у Крању.  Нижу школу Војне академије у Београду уписује као припадник 50. класе  1921. године. Његови класни другови били су Илија Чолак-Антић, син генерала Војина Чолак-Антића, Славко Бјелајац и Живан Кнежевић. Сви они су успешно завршили школовање 2. октобра 1924. године када су произведени за потпоручнике. По произвођењу добија артиљеријски род. Првобитна дужност била му је водник (командир вода) 2. пољског дивизиона Вардарске артиљеријске бригаде. Две године касније, тачније 26. фебруара 1926. премештен за водника 1. Брегалничке артиљеријске бригаде. Почетком 1927. године уписује Ваздухопловну извиђачку школу, коју успешно завршава 1928. године. Након завршетка школе прекомандован из артиљерије у ваздухопловство. Наредне 1929. уписује Пилотску школу и њу завршава 1930. године. У том периоду постаје извиђач 7. ваздухопловног пука а поред редовне дужности именован за наставника у Ваздухопловној стручној школи. Од 1934. био је командант бомбардерске ескадриле у Новом Саду. Командант ваздухопловне извиђачке школе у Панчеву постаје 1938. и на тој дужности га је затекао Априлски рат. Заробљен је као ваздухопловни мајор на аеродрому Рајловац где су се биле повукле све ваздухопловне школе из Панчева. Као ратни заробљеник био је у разним немачким и италијанским логорима, где се повезивао са групом која је припадала Ослободилачком фронту и одбијао сваку сарадњу са дивизијским генералом Леоном Рупником.

### Народноослободилачка борба
Након капитулације Италије 1943. године, када су логор у Тревизу заузели Немци, побегао је уз помоћ италијанског покрета отпора 11. октобра 1943. заједно са још осам словеначких официра и придружио се партизанској бригади у Брдима. Јануара 1944. отишао је у Врховни штаб НОВ и ПОЈ, где је у марту постао заменик начелника одељења за ваздухопловство и унапређен у потпуковника. После немачког десанта на Дрвар 25. маја, отишао је са Врховни штаб у Бари и одатле на Вис. У јулу је учествовао у припреми аеродрома у Црној Гори, а у августу је учествовао у преговорима маршала Тита са Савезничком командом у Казерти. Истог месеца унапређен је у чин пуковника и именован за начелника Ваздухопловног одељења. Из Барија је 20. августа 1944. године, одвео око 150 југословенских авијатичара на обуку у Совјетски Савез и тамо остао задужен за авијацију у ратној мисији НОВ Југославије.

### Послератни период
Наредбом Врховног команданта Маршала Југославије Јосипа Броза Тита 4. јануара 1945. године именован за начелника наставног одељења у штабу Ваздухопловства НОВ и ПОЈ. За начелника штаба команде Ратног Ваздухопловства постављен је 5. августа исте године, а за команданта 1. октобра 1946. године и на тој дужности је остао до 30. априла 1965. године. Од 27. јула 1959. године и као командант РВ и ПВО.
У чин генерал-мајора унапређен је 1945. године, у чин генерал-лајтнанта 1947. године, а у чин генерал-пуковника 1956. године. Носилац је “Златног пилотског знака”. Од 1962. године до краја априла 1966. године био је и помоћник ССНО за РВ и ПВО. Објавио је књигу “Ваздухопловство у Другом светском  рату”, аутор је великог броја чланака и написа о ваздухопловству. Пензионисан је 11. априла 1966. године. Био је командант РВ и ПВО са најдужим стажом – скоро две деценије, и вероватно највећим утицајем на његов свеукупан развој и функционисање као вида оружаних снага СФРЈ.
Преминуо је 8. марта 1988. године и сахрањен је на Новом гробљу у Београду.